# Calnali
Calnali (del náhuatl:  ‘Casa al otro lado del río’) es una localidad mexicana, cabecera del municipio de Calnali en el estado de Hidalgo.

## Historia
En 1730 Calnali es un famoso lugar de origen nahoa, fundado por un indio llamado Diego Félix. En 1856 erección como municipio.

## Geografía
Se encuentra en la región Sierra Alta, la localidad le corresponden las coordenadas geográficas 20°53′49.84″ de latitud norte y 98°35′0.716″ de longitud oeste, con una altitud de 924 m s. n. m. Calnali se encuentra a unos 28 km de Molango, cerca de Lolotla y Xochicoatlán en plena Sierra Hidalguense.
Su terreno es de sierra principalmente; y se encuentra en la provincias fisiográfica del Sierra Madre Oriental, y dentro de la subprovincia del Carso Huasteco. En lo que respecta a la hidrología se encuentra posicionado en la región del Pánuco, dentro de la cuenca del río Moctezuma, y en las subcuenca del río Los Hules.
Su temperatura anual es de 19 °C y su precipitación pluvial de 1800 a 2500 mm. al año.

## Demografía
De acuerdo con el Censo de Población y Vivienda 2020 del INEGI; la localidad tiene una población de 4235 habitantes, lo que representa el 26.22 % de la población municipal. De los cuales 2002 son hombres y 2233 son mujeres; con una relación de 89.66 hombres por 100 mujeres.
Las personas que hablan alguna lengua indígena, es de 79 personas, alrededor del 1.87 % de la población de la ciudad. En la ciudad hay 14 personas que se consideran afromexicanos o afrodescendientes, alrededor del 0.33 % de la población de la ciudad.
De acuerdo con datos del censo INEGI 2020, unas 3858 declaran practicar la religión católica; unas 222 personas declararon profesar una religión protestante o cristiano evangélico; 0 personas declararon otra religión; y unas 151 personas que declararon no tener religión o no estar adscritas en alguna.
| Gráfica de evolución demográfica de Calnali entre 1900 y 2020                                |
|                                                                                              |
| Población de los censos y conteos del Instituto Nacional de Estadística y Geografía (INEGI). |

## Economía
Tiene un grado de marginación medio y un grado de rezago social muy bajo. Las principales actividades económicas son el comercio y la agricultura.

## Ciudades Hermanadas
La localidad está hermanada con:
- Huautla, México (2013)
- Atlapexco, México (2013)